# SX-10
SX-10 är ett amerikanskt rap metal-band grundat 1996 av rapparen Sen Dog (även i Cypress Hill). År 2000 släppte bandet sitt första och hittills enda fulländade album Mad Dog American. Några år senare påpekade Sen Dog att SX-10 jobbade med ett andra album Temple of Tolerance som aldrig släpptes till slut. 

## Medlemmar
- Sen Dog — sång
- Jimmie Rodriguez — basgitarr
- Andy Zambrano — gitarr
- Jeremy Fleener — gitarr
- Sean McCormick — trummor

## Diskografi
Studioalbum
- Mad Dog American (2000)
- Rhymes In The Chamber (2004)[1]

EP
- EP (2008)

Singlar
- "Goin' Crazy" (1999)

Annat
- The Mod Squad (1999, div. artister, SX10 med "Goin' Crazy")
- The Shield Soundtrack: Music From the Streets (2005, div. artister, SX10 med "Caught Up in the System")
- Temple of Tolerance (2006, promo)